# Lithogenes wahari
Lithogenes wahari är en fiskart som beskrevs av Schaefer och Anthony J. Provenzano, Jr. 2008. Lithogenes wahari ingår i släktet Lithogenes och familjen Loricariidae. Inga underarter finns listade i Catalogue of Life.